# (500127) 2012 CP19
(500127) 2012 CP19 es un asteroide perteneciente al cinturón de asteroides, descubierto el 16 de enero de 2005 por el equipo del Spacewatch desde el Observatorio Nacional de Kitt Peak, Arizona, Estados Unidos.

## Designación y nombre
Designado provisionalmente como 2012 CP19.

## Características orbitales
2012 CP19 está situado a una distancia media del Sol de 2,307 ua, pudiendo alejarse hasta 2,682 ua y acercarse hasta 1,933 ua. Su excentricidad es 0,162 y la inclinación orbital 2,925 grados. Emplea 1280,58 días en completar una órbita alrededor del Sol.

## Características físicas
La magnitud absoluta de 2012 CP19 es 18,4.